# Days Gone
Days Gone è un videogioco action-adventure del 2019, sviluppato da Bend Studio e pubblicato da Sony Interactive Entertainment per PlayStation 4.
Nel 2021 ne è stata realizzata una versione anche per Windows. Nel 2025 il gioco viene rimasterizzato per PlayStation 5.

## Trama
Deacon St. John, ex militare e cacciatore di taglie, si ritrova a sopravvivere in un mondo post-apocalittico devastato da una pandemia che ha trasformato milioni di persone in creature irrazionali, conosciute come furiosi, regredite a uno stato selvaggio.
Due anni prima degli eventi narrati nel videogioco, l'epidemia ha causato il collasso delle principali città e la perdita di numerose vite. Durante le prime fasi del contagio, Deacon ha dovuto separarsi dalla moglie Sarah, affidandola ai soccorsi della NERO dopo che era stata ferita da una bambina infetta. Rimasto indietro per aiutare il suo migliore amico Boozer, Deacon ha poi scoperto che il campo di rifugiati dove avrebbe dovuto ritrovare Sarah era stato distrutto, senza sopravvissuti.
Nel presente, Deacon e Boozer sono diventati cacciatori di taglie, offrendo i loro servizi in cambio di crediti lungo la Strada Morta, ma Deacon non ha mai perso la speranza di ritrovare sua moglie. Mentre cercano un pezzo di ricambio per la moto, Boozer viene attaccato dai Ripugnanti, una setta che venera i furiosi, subendo una grave ustione. Per salvarlo, Deacon lo porta a Lost Lake, un accampamento guidato da Iron Mike, che cerca di mantenere una fragile tregua con i Ripugnanti.
Nel frattempo, Deacon aiuta una ragazza di nome Lisa e si addentra nel territorio nemico per recuperare antibiotici per Boozer. Tuttavia, la sua infezione è troppo avanzata, e l'unica soluzione è l'amputazione del braccio. Con l'aiuto di Rikki e Addy, Boozer sopravvive all'intervento e riceve una protesi artigianale per difendersi.
Mentre studia il comportamento dei furiosi e investiga sulle attività della NERO, Deacon scopre indizi sulla sorte di Sarah. Parallelamente, viene tradito da Skizzo, che lo consegna ai Ripugnanti, ma riesce a fuggire grazie a Lisa e a fermare l'attacco al campo. Infine, con l'aiuto di Boozer, distrugge la diga sopra il territorio dei Ripugnanti, eliminando il loro leader Carlos.
Dopo aver parlato con O'Brian, Deacon scopre che Sarah è ancora viva, ma si trova nella regione meridionale, separata da un passo montano quasi impossibile da attraversare. Iron Mike, che nel frattempo ha liberato Skizzo, conosce un passaggio e aiuta Deacon ad attraversarlo.
Superato il valico, Deacon si scontra con un Idrofobo, un orso mutato dal virus, più aggressivo e resistente di un esemplare sano, riuscendo a salvare due soldati appartenenti alla Milizia della contea di Deschutes, un'organizzazione paramilitare ben strutturata che controlla l'intera regione meridionale. Qui, Deacon incontra il capitano Derrick Kouri, che porta al dito l'anello di Sarah, spingendolo a entrare nella Milizia per indagare sulla sorte della moglie.
Alla base della Milizia, Wizard Island, Deacon incontra il colonnello Garret, un leader fanatico convinto che l'epidemia sia un castigo divino e che la sua missione sia preservare il sapere umano. Qui ritrova Sarah, che lavora come ricercatrice ufficiale e sta segretamente cercando una cura per il virus. Dopo aver guadagnato la fiducia della Milizia, Deacon viene promosso caporale e assegnato alla moglie e a Weaver, un altro ricercatore, per recuperare strumenti e materiali.
Dopo aver riallacciato la loro relazione, Deacon e Sarah pianificano la fuga per raggiungere il laboratorio dove lei lavorava prima dell'epidemia, il luogo in cui il contagio ha avuto origine. Nel frattempo, il comportamento di Garret diventa sempre più paranoico e fanatico, portandolo a rinchiudere i ricercatori nelle caverne. Con l'aiuto di O'Brian, Deacon organizza la fuga in cambio di informazioni su una pattuglia NERO scomparsa, scoprendo nel frattempo che il virus sta mutando, dotando i Furiosi di nuove abilità.
La sera della fuga, Deacon libera Sarah ma viene catturato da Garret e Skizzo, ora membro della Milizia, che lo accusa di essere una spia. Tuttavia, Kouri decide di liberarlo e restituirgli l'anello di Sarah. Deacon corre a Lost Lake, sotto attacco della Milizia, e assiste impotente alla morte di Iron Mike. In risposta, lui e Boozer decidono di colpire per primi, organizzando un attacco a Wizard Island con l'aiuto dei superstiti. Durante lo scontro finale, Deacon riesce a eliminare Skizzo e a liberare Sarah, mentre quest'ultima avvelena Garret con la cicuta.
Con la Milizia sconfitta, Deacon ritrova Boozer e i superstiti e pronuncia un discorso sulla necessità di collaborare e agire con umanità. Dopo aver bruciato la bandiera della Milizia, lui e Sarah partono per iniziare una nuova vita insieme.
Nel finale segreto, Deacon incontra O'Brian, che gli rivela come la NERO fosse consapevole della capacità del virus di mutare, suggerendo un coinvolgimento di alti vertici nella sua diffusione. Infine, O'Brian mostra la sua vera natura: anche lui è stato infettato, ma è riuscito a mantenere le sue facoltà mentali, accennando a un futuro in cui la specie umana potrebbe trasformarsi in qualcosa di sovrumano.

## Modalità di gioco
Days Gone è un videogioco open world post-apocalittico, giocabile in terza persona. Il giocatore veste i panni di Deacon St. John (interpretato da Sam Witwer), un ex militare e motociclista fuorilegge che, dopo la pandemia globale, diventa un vagabondo e cacciatore di taglie. Deacon preferisce vivere sulla strada piuttosto che nei rifugi dei superstiti. Il passato di St. John non è stato semplice, prima di essere quello che è divenuto ora ha dovuto sciogliersi dal suo passato, e dall'amore che presto vorrebbe ritrovare. Ha perso la madre quando era un ragazzo ed è cresciuto con un padre poco presente nella sua vita, dovendo adattarsi da solo, imparando varie tecniche di addestramento nel campo giovanile. La vita di Deacon è stata amara anche quando ha perso i suoi compagni di reparto, rimanendo l'unico sopravvissuto durante la guerra in Afghanistan. Il crocifisso tatuato sul suo petto indica quanto sia devoto al Signore, che lo ha protetto durante il suo percorso di vita.
Il gioco è ambientato due anni dopo un'epidemia che ha sterminato gran parte della popolazione mondiale e trasformato milioni di persone in esseri mutati, i cosiddetti furiosi, creature prive di coscienza regredite allo stato animale. Mentre nuovi infetti continuano a emergere, i cittadini dell'Oregon sono ormai costretti a vivere in rifugi e accampamenti. Il protagonista, mentre cerca di ricostruire la propria vita, collabora con alcuni di essi.
Il titolo combina elementi di azione-avventura in terza persona, sopravvivenza e stealth. L’ambientazione dinamica è caratterizzata da cambiamenti climatici, ciclo giorno-notte e nemici ostili, sia umani che infetti, che si comportano in maniera diversa a seconda delle condizioni ambientali. Il gioco prevede anche un sistema di crafting per la creazione di armi, trappole e oggetti utili alla sopravvivenza.
Uno degli elementi distintivi del gioco è la moto di Deacon, l’unico mezzo di trasporto disponibile per muoversi tra le regioni. Il giocatore deve occuparsi della sua manutenzione e del rifornimento, rendendola una risorsa cruciale per la sopravvivenza.

## Infetti
Nel mondo di Days Gone metà della popolazione umana è stata infettata dal Freaker Virus che li ha trasformati in esseri simili a zombie, più comunemente noti come furiosi (in inglese freakers). Oltre agli esseri umani, anche alcune specie di animali sono entrate in contatto con il virus e hanno sviluppato mutazioni uniche.

### Umani
- Erranti: infetti base, sono i più comuni da incontrare e più deboli, seppur rappresentino un pericolo se in gruppi da 5-6 elementi, chiamati sciami. Possono unirsi anche in gruppi enormi di furiosi, detti orde. Quest'ultime diventano più grandi in base alla regione di provenienza: infatti dalle piccole orde delle Cascades (regione in cui il gioco inizia) si incontrano le gigantesche orde della Highway 97, alcune delle quali contano fino a 500 membri l'una. Sono più attivi di notte, mentre di giorno dormono e si ibernano nei nidi, che Deacon può incendiare con le molotov.
- Grigi: rappresentano una forma evoluta degli erranti, che a seguito di una mutazione del virus, risultano più chiari di aspetto e fisicamente più forti. Oltre a infliggere maggior danno durante gli attacchi, la loro elevata resistenza li rende un nemico più ostico da sconfiggere rispetto agli erranti. Si muovono anch'essi generalmente in branco e nelle orde.
- Larve: adolescenti infetti. Particolarmente opportuniste e guardinghe, le larve si possono trovare sui tetti di alcuni edifici e in specifiche località (come le caverne e le miniere) e attaccheranno di rado Deacon, a meno che non invada il loro territorio o se indebolito. Sono i nemici più facili da sconfiggere: in genere, basta un colpo ben assestato per ucciderle. Alcune larve indossano uno zaino e possono rubare oggetti al protagonista e si nascondono spesso nei negozi.
- Colosso: in precedenza esseri umani palestrati, i colossi possono rappresentare una spina nel fianco per Deacon se sottovalutati. Possiedono molta forza e resistenza, essendo capaci di assorbire numerosi danni. Sono nemici rari da incontrare e attaccheranno anche altre mutazioni del virus (come gli erranti) qualora presenti nei paraggi.
- Sirene (in inglese Screamers):  sono un tipo speciale di furiosi, di sesso femminile. La loro caratteristica principale è il loro grido, capace di stordire Deacon per un certo lasso di tempo e di attirare i furiosi attorno. Non attaccano mai i giocatori. Spesso il giocatore è avvertito della loro presenza dal fatto che canticchiano a bassa voce.
- Ombra: è l'ultimo tipo di infetto che scopre Deacon, incontrato durante una delle ultime missioni per O’Brian, che lo manderà in una grotta a investigare su una pattuglia della NERO che non rispondeva alla radio da diverse ore. È un infetto molto veloce e capace di infliggere molti danni al protagonista ed è anche molto resistente. Aspetto peculiare di questo nemico è la sua capigliatura bianca, a differenza di tutti gli altri infetti che sono glabri. Dopo l'incontro nella caverna, lo si potrà trovare nel mondo di gioco e non appena avvistato il giocatore lo caricherà e cercherà di atterralo con agguati rapidi e insidiosi.

### Animali
- Mannari: i primi animali infetti, sono lupi che hanno contratto il virus. Appaiono scorticati con chiazze di pelle scoperta e possono correre alla stessa velocità della moto.
- Idrofobo: un orso che ha contratto il virus, anche lui presenta chiazze di pelle scoperta e in genere sono avvolti nel filo spinato. Sono probabilmente i nemici più resistenti del gioco.
- Gramo: corvo infetto dal virus. Formano stormi che volteggiano sopra al nido. Possono essere pericolosi se attaccano in massa. In genere formano nidi su pali o alberi dove possono esserci più nidi. L'albero su cui fanno il nido apparirà spoglio e malato, anche se non si sa se infetto dal virus o dall'azione distruttiva degli uccelli. A differenza di tutti gli altri infetti, le cui taglie si riscuotono con le orecchie, all'accampamento si porteranno i becchi.

## Doppiaggio
Di seguito sono riportati i doppiatori che hanno prestato la voce ai personaggi principali:
| Personaggio               | Doppiatore italiano  |
| ------------------------- | -------------------- |
| Deacon St. John           | Francesco Rizzi      |
| Sarah Irene Whitaker      | Ludovica De Caro     |
| William "Boozer" Gray     | Matteo Brusamonti    |
| Rikki Patil               | Katia Sorrentino     |
| "Iron" Mike Wilcox        | Marco Balzarotti     |
| Raymond "Skizzo" Sarkoski | Andrea Oldani        |
| Ten. James O'Brian        | Alessandro Capra     |
| Col. Matthew Garret       | Luca Semeraro        |
| Ada "Tuck" Tucker         | Marina Thovez        |
| Mark "Cope" Copeland      | Claudio Moneta       |
| Cap. Derrick Kouri        | Tony Sansone         |
| Arturo "Doc" Jiminez      | Alessandro Zurla     |
| Emmanuel "Manny" Mendez   | Francesco Mei        |
| Alkai Turner              | Gianluca Iacono      |
| Lisa Jackson              | Deborah Morese       |
| Leon                      | Luca Ghignone        |
| Wade Taylor               | Renato Novara        |
| Cap.le Frankline          | Diego Baldoin        |
| Ten. Crawford             | Cinzia Massironi     |
| Ten. Owens                | Federico Danti       |
| Cap.le Shawn              | Marco Benedetti      |
| Zanny                     | Mario Scarabelli     |
| Phillips                  | Walter Rivetti       |
| Jeremy                    | Massimo Di Benedetto |
| Justine                   | Deborah Magnaghi     |

## Sviluppo
Days Gone è entrato ufficialmente in produzione nel gennaio 2015 ed è stato sviluppato utilizzando una versione migliorata del motore grafico Unreal Engine 4. Inizialmente previsto per il 22 febbraio 2019, il lancio del gioco è stato posticipato al 26 aprile dello stesso anno per consentire al team di sviluppo di apportare migliorie.
La direzione creativa è stata affidata a John Garvin, mentre Jeff Ross ha guidato la direzione generale del progetto. La colonna sonora, invece, è stata composta da Nathan Whitehead.
Nel mese di aprile 2021, Sony (finanziatrice del progetto) ha annunciato la cancellazione del sequel, una decisione che ha suscitato numerose polemiche tra i fan del titolo sviluppato da Bend Studio.
Days Gone è stato presentato ufficialmente il 13 giugno 2016 durante la conferenza Sony all'Electronic Entertainment Expo (E3), e nell'edizione del 2017 è stato mostrato un lungo filmato di gameplay.

## Accoglienza
Al momento del lancio su PlayStation 4, Days Gone ha ricevuto giudizi molto contrastanti dalla stampa specializzata: alcune recensioni lo hanno accolto positivamente, altre con valutazioni medie e altre ancora in modo negativo. Tuttavia, su PC il gioco ha ottenuto per lo più pareri favorevoli in ogni sua versione. Inoltre, nonostante le vendite iniziali non fossero particolarmente brillanti, nel corso degli anni il pubblico lo ha rivalutato, contribuendo a un successo commerciale significativo e a un ampio consenso positivo.

## Days Gone Remastered
Mercoledì 12 Febbraio 2025 è stato ufficialmente annunciato Days Gone Remastered per PlayStation 5, uscito il 25 aprile successivo con vari contenuti aggiuntivi, varie migliorie grafiche e un aggiornamento alla modalità foto, grazie al nuovo sistema di illuminazione.
Tra le principali aggiunte figurano tre nuove modalità di gioco: "Assalto Orda", in cui i giocatori affrontano ondate crescenti di nemici sbloccando nuovi equipaggiamenti e personaggi; "Speedrun", dedicata al completamento rapido della storia; "Permadeath", una modalità estrema che richiede di completare l’intero gioco senza morire.
La versione rimasterizzata sfrutta appieno le potenzialità della PlayStation 5 e della PlayStation 5 Pro, offrendo tempi di caricamento ridotti, supporto all’audio 3D Tempest, grafica migliorata (con maggiore distanza di visualizzazione, ombre e illuminazione più realistiche, supporto al VRR 2) e integrazione delle funzionalità del controller DualSense, come grilletti adattivi e feedback aptico.

## DLCBroken Road
In seguito all'annuncio della versione Remastered di Days Gone per PlayStation 5, è stato presentato il DLC Broken Road, destinato agli utenti PC che possiedono il gioco su Steam o altre piattaforme. Il contenuto aggiuntivo, disponibile a pagamento, viene rilasciato in concomitanza con il lancio della Remastered su PlayStation 5.